# Rémi Brague
Rémi Brague, (n. 8 septembrie 1947, Paris, Franța), este un filosof francez, profesor de filosofie medievală arabă și iudaică și specialist în filosofie greacă. Predă filosofie greacă, romană și arabă la Universitatea Paris I Panthéon-Sorbonne și la Universitatea Ludwig-Maximilian din München. Este membru al Institutului Franței, al Academiei de Științe Morale și Politice. Marele premiu de filosofie al Academiei Franceze în 2009, premiul Ratzinger pentru teologie în 2012, cavaler al Legiunii de Onoare în 2013, titular al catedrei Etienne Gilson în 2014. 

## Cărți publicate
- Le restant. Supplément aux commentaires du Ménon de Platon, Vrin / Les Belles Lettres, Paris, 1978, 247 p. - 2e éd. inchangée, Vrin, 1999.
- Du temps chez Platon et Aristote. Quatre Études, P.U.F., Paris, 1982, 181 p. - 2e éd. inchangée, 1995.
- Aristote et la question du monde. Essai sur le contexte cosmologique et anthropologique de l'ontologie, P.U.F., Paris, 1988, 560 p.
- Europe, la voie romaine, Criterion, Paris, 1992, 189 p. - 2e éd. revue et augmentée, ib., 1993, 206 p. - 3e éd. revue et augmentée, Folio-essais, NRF, Paris, 1999, 260 p.
- La sagesse du monde. Histoire de l'expérience humaine de l'univers, Fayard, Paris, 1999, 333 p.
- El passat per endavant [recueil inédit en français], traduction catalane par J. Galí y Herrera, Barcelone, Barcelonesa d’edicions, 2001, 184p.
- Introduction au monde grec: études d'histoire de la philosophie, Éditions de la Transparence, 2005.
- La loi de Dieu: Histoire philosophique d'une alliance, Gallimard, Paris, 2005.
- Au moyen du Moyen Age : Philosophies médiévales en chrétienté, judaïsme et islam, Éditions de La Transparence, 2006.
- Du Dieu des chrétiens et d’un ou deux autres, Flammarion, 2008.
- Image vagabonde. Essai sur l'imaginaire baudelairien, Éditions de La Transparence, 2008.
- Les Ancres dans le Ciel, Seuil, 2011.
- Qui est le Dieu des chrétiens ? (avec Jean-Pierre Batut), Éditions Salvator, 2011.
- Le propre de l'homme: Sur une légitimité menacée, Flammarion, 2013, 257 p.
- L'éducation à l'âge du « gender » (avec Michel Boyancé et Jean-Noël Dumont), 2013, 144 p.
- Modérément moderne, Flammarion, 2014, 383 p.
- Le Règne de l'homme : Genèse et échec du projet moderne, Gallimard, coll.  « L'Esprit de la cité », 2015, 416 p.
- Contro il cristianismo e l'umanismo. Il perdono dell'Occidente (con E. Grimi), Siena, Cantagalli, 2015, 336 p.
- Où va l'histoire ? Entretiens avec Giulio Brotti, Salvator, 2016.

### Ediții în limba română
- Propriul omului. O legitimitate contestată, trad. Dan-Alexandru Ilieș, Editura Galaxia Gutenberg, Târgu-Lăpuș, 2022.

- Lecuind adevăruri luate razna. Înțelepciune medievală pentru vremuri moderne, trad. Dan Siserman și Dan Radu, Editura Ratio&Revelatio, Oradea, 2022.
- Modern cu moderație. Timpurile moderne sau inventarea unei înșelăciuni, trad. Cornelia Dumitru, Editura Spandugino, București, 2022.
- Legea lui Dumnezeu. Istoria filosofică a unui legământ, trad. Laurențiu Molomfălean, Editura Galaxia Gutenberg, Târgu-Lăpuș, 2021.
- Încotro merge istoria? Dileme și speranțe, trad. Marius Motogna, Editura Eikon, București, 2021.
- Dumnezeul creștinilor, trad. Maria Ică Jr., Editura Deisis, Sibiu, 2017.
- Capodopera lui Dumnezeu și alte eseuri, trad. Ana Lăcan, Editura Ratio et Revelatio, Oradea, 2016.
- Înțelepciunea lumii. Istoria experienței umane a universului, trad. C. Dumitru, postafață V. Ciomoș, Editura Tact, Cluj-Napoca, 2012.
- Europa, calea romană, trad. G. Chindea, Editura Idea, Cluj-Napoca, 2002.